# Frauenliteratur
Frauenliteratur bezeichnet ein Genre sowohl belletristischer als auch essayistischer Literatur, die im weitesten Sinne als Literatur von Frauen, über Frauen oder für Frauen beschrieben werden kann. Mit Blick auf die äußerst wechselhafte, von verschiedenen literaturwissenschaftlichen und feministischen Paradigmen abhängige Begriffsgeschichte allerdings kann keines dieser Kriterien als vollkommen verbindlich aufgefasst werden. Vor allem vermittelt der zusammengesetzte Begriff aus „Frauen“ und „Literatur“ eine Unterkategorie von Literatur, in der das Gegenüber „Männerliteratur“ nur selten benutzt wird.